# Gaspara Stampa
Gaspara Stampa, född 1523, död 23 april 1554, var en italiensk renässanspoet. Hon har kallats för den största kvinnliga poeten under renässansen och Italiens största kvinnliga poet genom tiderna.

## Biografi
Gaspara Stampa och myten kring hennes olycksaliga kärlekshistoria tillsammans med adelsmannen Collaltino di Collalto är nedtecknad och berättat genom hennes Rime. De möttes 1548 och gick vid varandras sida i tre år, genom ett djupt obalanserat förhållande. Stampa beskriver sitt ovillkorliga och intensiva engagemang i sin adelsman men att hon i honom möts av en föränderlig attityd och kylighet. Hon lever i ständig frustration tills den dag då hennes man avslutar deras förhållande och frustrationen byts ut till förtvivlan. Stampa blir den negligerade, avvisade, övergivna kvinnan och identifierar sig därmed med grekisk-romerska ikoner som Medea, Ariadne, Sapfo och Dido, men också med tidigmoderna litterära italienska kvinnor, som Boccacios Fiammetta och Ariostos Olimpia.
Hon återuppväcker en tradition som går att finna hos Ovidius i hans Herodes, där övergivna kvinnor adresserar sina brev till män i fjärran. I traditionell litteratur (Dido, Sapfo) står den övergivna kvinnan fast vid sin älskades sida för att möta sitt öde. Stampa däremot, tar sig en andra älskare, Bartolomeo Zen, och historien får därmed två som hon dedikerar sin kärlek till.